# Ридмерджнерит
Ридмерджнерит (англ. Reedmergnerite) — редкий боросиликатный минерал, относится к каркасным силикатам. Формула — NaBSi3O8.

## Свойства
Ридмерджнерит бесцветен, имеет стеклянный блеск, триклинную сингонию, неровный излом, плотность 2,77, твёрдость 6 по шкале Мооса. Минерал полупрозрачен, однако находили и прозрачные экземпляры. Примеси — Ti, Al, Fe, Mg, Ca, Ba, K, F, H2O, P.
Ридмергнерит относится к группе полевых шпатов . Произрастает по слоистым слоям в виде аутигенных кристаллов, от тупиковых призматических до пластинчатых кристаллов. Обычно он имеет клиновидную форму и может иметь зазубренные окончания. Кристаллы растут агрегатами, размер единичного кристалла может достигать 10 см. Он изоструктурен с низким содержанием альбита. Он не проявляет анизотропии. Минерал был синтезирован с использованием гелей. Процедура происходила гидротермально. Гели, использованные в синтезе, содержали 10%-ный избыток по массе диоксида кремния. В то время как давление и температура были постоянными, степень упорядочения бора и кремния со временем увеличивалась, хотя как более низкое содержание воды, так и давление снижали скорость упорядочивания. Упорядочивание минерала оказывается нечувствительным к составу сосуществующего флюида.  

## Добыча
Хотя минерал имеет три типовых местонахождения, наиболее важным из них является скважина Джозефа Смита № 1 в Соединённых Штатах Америки. Минералами в типовом местонахождении являются эйтелит, серлезит, крокидолит, лейкосфенит и шортит . Встречается в основном в доломитовых сланцах. Однако он также может встречаться в коричневых доломитовых породах и горючих сланцах.  